# مشروع الانتقاء
مشروع الانتقاء (بالإنجليزية: Selection Project)‏ هو مسلسل أنمي ياباني من إنتاج دوغا كوبو عرض في الفترة من أكتوبر حتى ديسمبر 2021.